# Mürzsteger Alpen

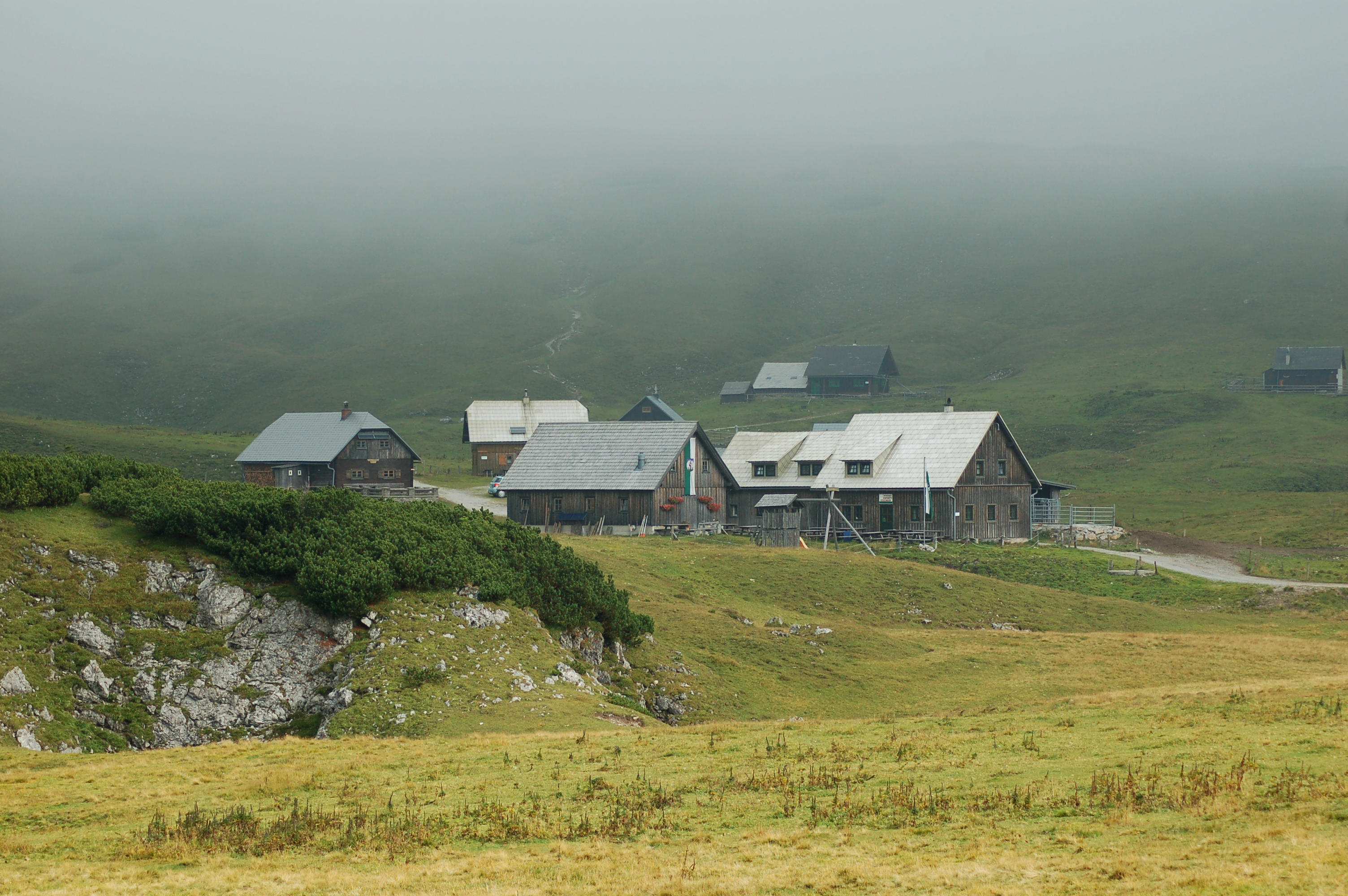
Michlbauer Hütte unter Hochnebel

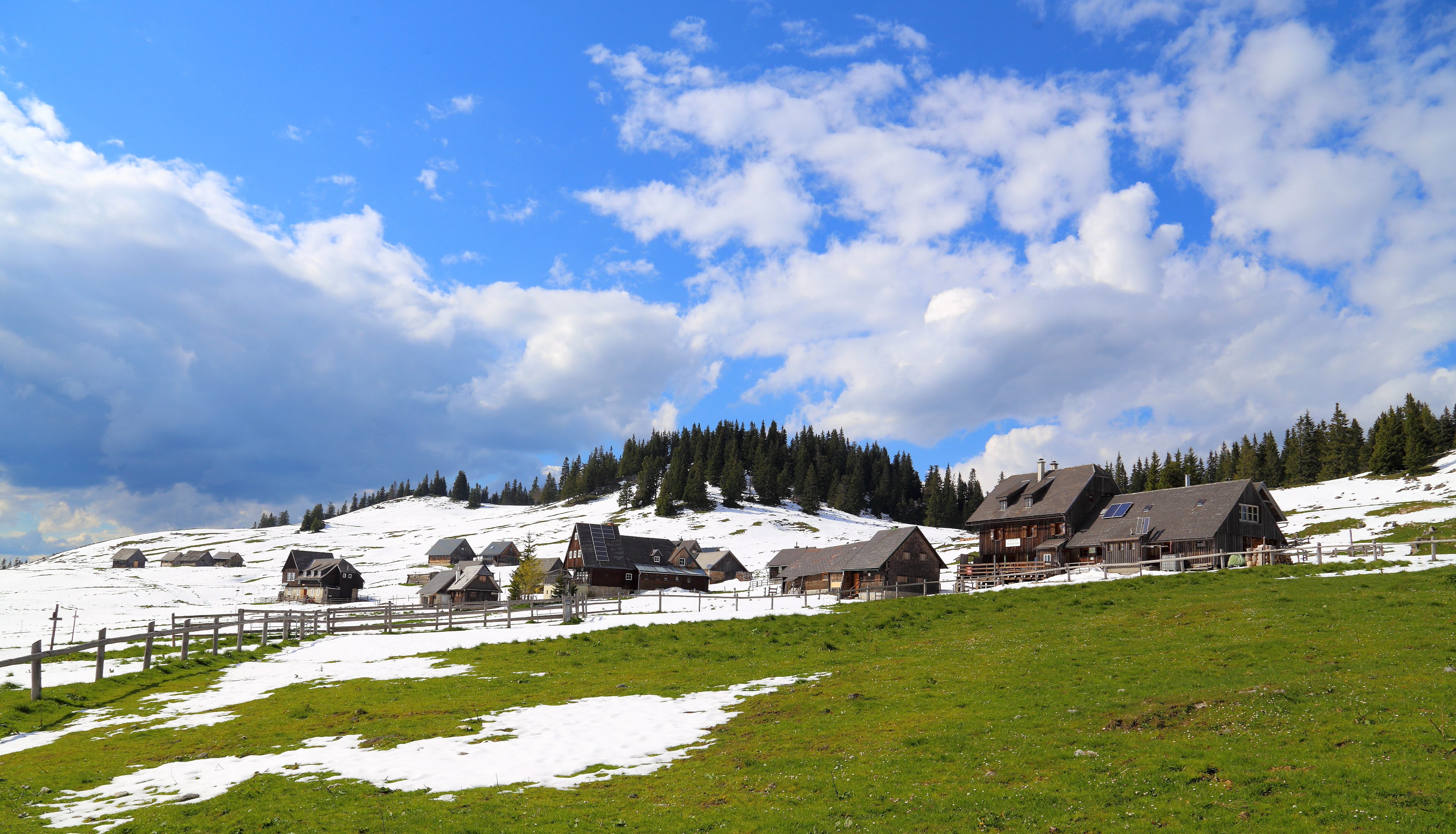
Hinteralm am westlichen Schneealpeplateau mit Hinteralmhaus und Neubergerhütte

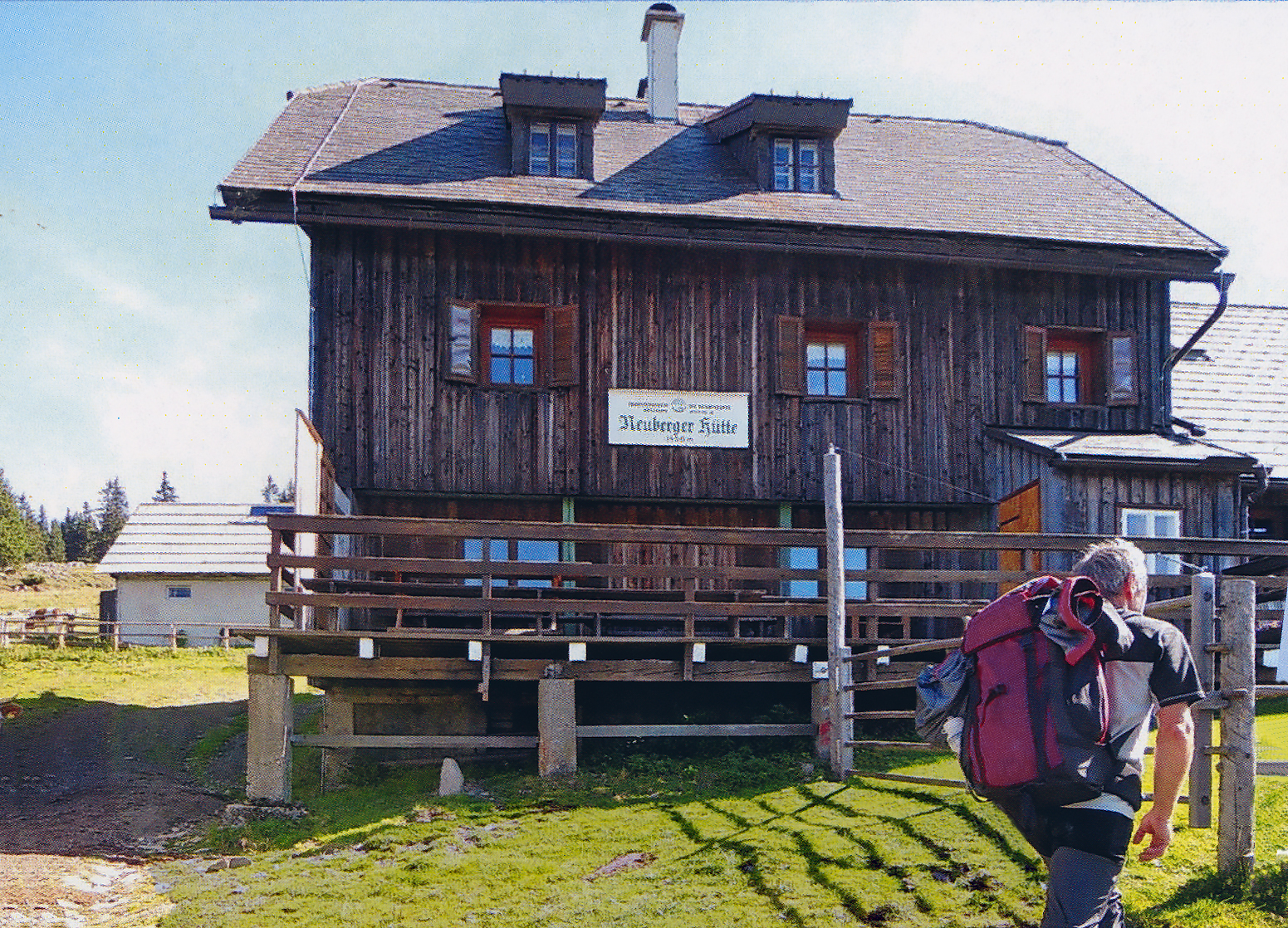
Neuberger Hütte, Hinteralm 37

Die Mürzsteger Alpen sind eine Gebirgsgruppe der Ostalpen (Nordalpen), die in der Steiermark, sowie mit kleinen Anteilen in Niederösterreich liegt. Höchster Berg ist die Hohe Veitsch (1981 m ü. A.) im Zentrum der Gruppe, deren ausgedehntestes Massiv jedoch die Schneealpe (1903 m ü. A.) im Nordwesten nahe der Rax ist.
An die Mürzsteger Alpen grenzen im Norden die Türnitzer Alpen, im Nordosten die Gutensteiner Alpen, im Osten die Rax-Schneeberg-Gruppe, im Südosten das Randgebirge östlich der Mur (speziell die Fischbacher Alpen) und im Westen der Hochschwab.

## Geologie
Die Gebirgsgruppe ist Teil der Steirisch-Niederösterreichische Kalkalpen und wird von den benachbarten Massiven abgegrenzt durch das Mürztal (= Teil der tektonisch noch aktiven Mur-Mürz-Furche), den Oberlauf der Mürz (Hauptort Mürzsteg) und die Seeberg-Passstraße. Sie wird von Geologen als Schwellen- und Becken-Fazies bezeichnet.
Ihre Gesteine sind großteils aus der Trias (Hallstätter Fazies) mit Wettersteinkalk,  Hallstätter Kalk und Mürztaler Schichten (dunkle, hornsteinführende Kalke und Mergel mit Foraminiferen, Brachiopoden und anderen Fossilien), während der westlich angrenzende  Hochschwab (bis 2277 m ü. A.) auch Riffkalke aufweist.

Der Süden der Gebirgsgruppe gehört mit einem bis zu 10 km breiten Streifen zur Grauwackenzone (Gesteine aus dem Jung-Paläozoikum und der Untertrias; Mürztaler Alpen).

## Schutzhütten
- Graf-Meran-Haus (ÖTK, 1836 m ü. A., auf der Hochfläche der Hohen Veitsch)
- Grundbauernhütte (privat, 1451 m ü. A., im Osten der Hochfläche der Hohen Veitsch)
- Schneealpenhaus (ÖAV, 1788 m ü. A., auf dem Schauerkogel/Schneealpe)
- Hinteralmhaus (früher: Wiener-Lehrer-Hütte) (ÖAV, 1450 m ü. A., nördlich der Schneealpe) ()
- Neuberger Hütte (Naturfreunde, 1450 m ü. A., nördlich der Schneealpe) ()
- Kutatschhütte (1700 m ü. A., offener Unterstand des ÖAV auf der Schneealpe)
- Lurgbauerhütte (privat, 1764 m ü. A., auf der Hochfläche der Schneealpe)
- Michlbauerhütte (privat, 1744 m ü. A., auf der Hochfläche der Schneealpe)
- Tonionhütte (Naturfreunde, 1487 m ü. A., auf der Tonion)
- Kaarlhütte (privat, 1310 m ü. A., westlich von Mürzzuschlag)

## Weitwanderwege
Die Mürzsteger Alpen werden von den folgenden Weitwanderwegen durchquert:
- Nord-Süd-Weitwanderweg 05
- Nordalpenweg 01
- Steirischer Mariazellerweg 06
- Europäischer Fernwanderweg E4 (alpin)
- Europäischer Fernwanderweg E6
- Steirischer Landesrundwanderweg
- Vom Gletscher zum Wein